# Sigmodon mascotensis
Sigmodon mascotensis és una espècie de mamífer rosegador de la família dels cricètids. És endèmic de l'oest i sud-oest de Mèxic, on viu a altituds de fins a 2.550 msnm. Els seus hàbitats naturals són els boscos caducifolis tropicals i els camps de conreu. És una espècie en risc mínim, és a dir, no sembla que hi hagi cap amenaça significativa per a la seva supervivència.